# Ядрена химия
Ядрената химия е дял от химията, който се занимава с радиоактивността и ядрените реакции, радиоактивните елементи (например актинидите, радия и радона) и химията на оборудването, свързано с радиоактивност и ядрени реакции (например ядрените реактори). Това включва корозия на повърхности и поведение при условия на нормална и извънредна дейност (като например ядрен инцидент). Важна област е поведението на обектите и веществата, след като са били поставени на място за радиоактивни отпадъци.
Също така се изучават химичните ефекти, породени от абсорбирането на радиация у животните, растенията и веществата. Ядрената химия помага особено много при разбирането и подобряването на медицинското лечение (като например в случая на радиотерапията), използването на радиацията в промишлеността и науката и използването ѝ за модифициране на някои материали (като например полимери).